# Uma Casa na Escuridão
Uma Casa na Escuridão, publicado pela primeira vez em 2002, é o segundo romance do escritor português José Luís Peixoto.
É um romance que perscruta a alma desesperada de um narrador, que encontra o verdadeiro amor na imagem de uma mulher reflectida dentro do seu próprio interior, mulher que não existe no seu tempo real, amor esse que é descrito e passado a papel noite após noite, centro único da sua vida que já se manifestava completamente despegada da vida real, na sua casa, vivendo com a sua mãe e a sua escrava, a casa na escuridão.
No mesmo ano foi publicado o livro de poemas “A Casa, a Escuridão”. Os dois livros são obras autónomas, mas compartem várias características: protagonistas, situações e o mundo.

## Traduções
- Itália- Una Casa nel Buio. trad. Vicenzo Russo. La Nuova Frontiera. Itália. 2004
- França- Une Maison dans les Ténèbres. trad. François Rosso. Grasset. França. 2006
- Espanha- Una Casa en la Oscuridad. Trad. Antonio Saez Delgado. El Aleph. Espanha. 2008
- Brasil- Uma Casa na Escuridão, Record (2009)
- Alemanha- Das Haus im Dunkel, Trad. Ilse Dick. Septime Verlag. 2015